# Vermenigvuldigen

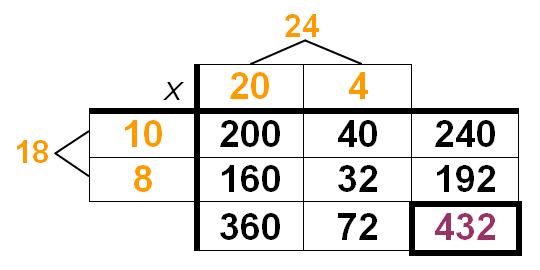
Productberekening

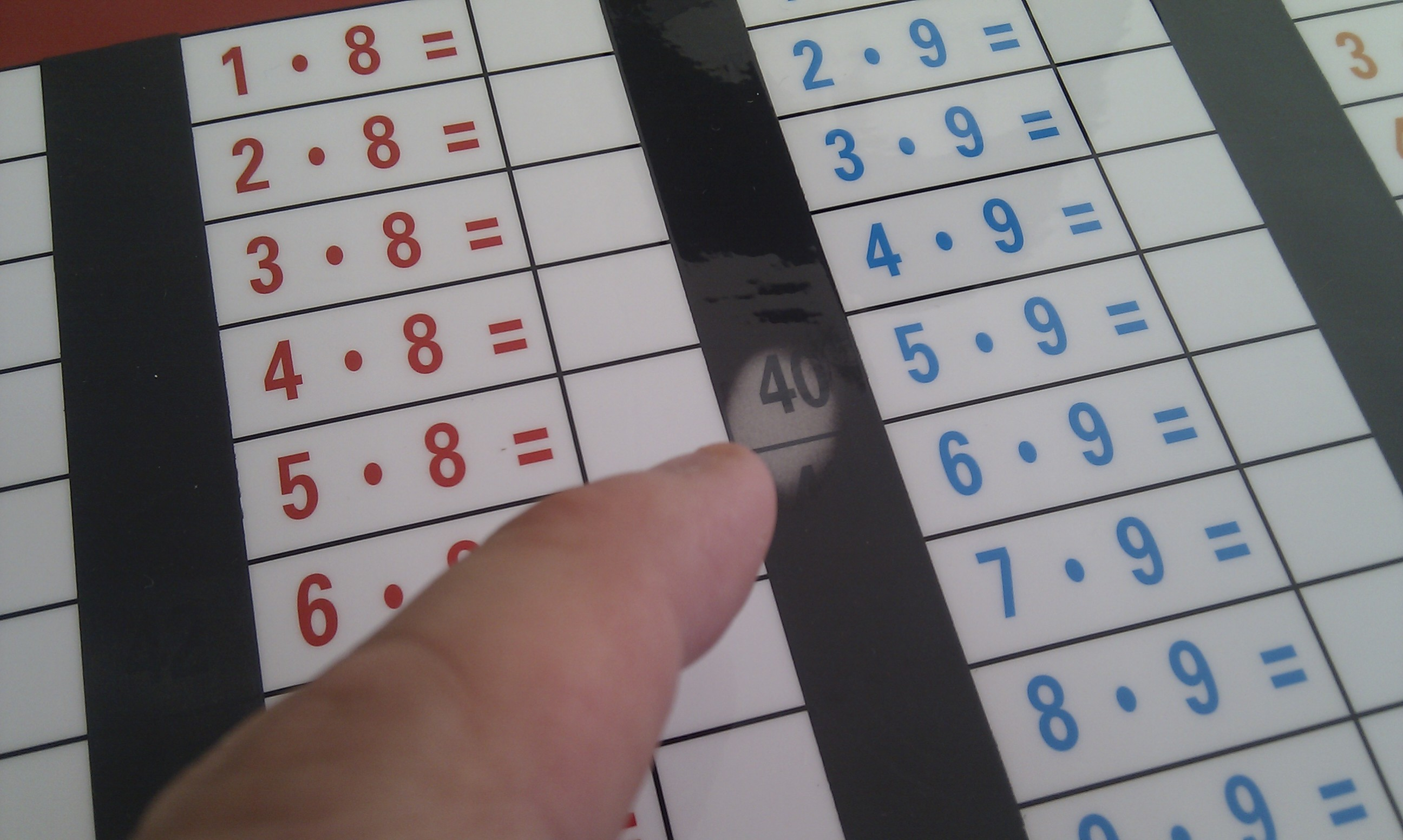
De tafels van vermenigvuldiging

Het vermenigvuldigen van twee getallen is een rekenkundige bewerking.
De bewerking van het vermenigvuldigen van de twee getallen {\displaystyle a} en {\displaystyle b} wordt geschreven als {\displaystyle a\times b}. Het getal {\displaystyle a} wordt vermenigvuldiger genoemd en het getal {\displaystyle b} het vermenigvuldigtal. Het zijn de twee factoren van de vermenigvuldiging. Voor extra duidelijkheid wordt, afhankelijk van de context, soms gesproken van een vermenigvuldigingsfactor. Het resultaat van de vermenigvuldiging heet het product (van de factoren).
Als de vermenigvuldiger {\displaystyle a} een positief geheel getal is, komt vermenigvuldigen overeen met herhaald optellen; met andere woorden, een som van {\displaystyle a} termen {\displaystyle b}:
{\displaystyle a\times b=\underbrace {b+\ldots +b} _{a{\text{ keer}}}}
In plaats van 18 keer het getal 24 bij elkaar op te tellen:
24 + 24 + 24 + 24 + 24 + 24 + 24 + 24 + 24 + 24 + 24 + 24 + 24 + 24 + 24 + 24 + 24 + 24,
met als uitkomst 432,
schrijft men:
18 × 24 (18 keer (of maal) 24)
en berekent:
18 × 24 = 432
Het resultaat van de vermenigvuldiging, het getal 432, is het product van vermenigvuldiger 18 en vermenigvuldigtal 24. Omdat vermenigvuldigen commutatief is, 18 × 24 = 24 × 18, worden vermenigvuldiger en vermenigvuldigtal beide ook wel met factor aangeduid.
Het symbool waarmee een vermenigvuldiging wordt aangeduid, is een kruisje (×) of een wat hoger geplaatst puntje (·), beide uitgesproken als maal of keer.
Ook meer dan twee getallen kunnen met elkaar vermenigvuldigd worden. Het product ontstaat door achtereenvolgens herhaaldelijk twee factoren met elkaar te vermenigvuldigen, waarbij het tussenresultaat als nieuwe factor komt in de plaats van de twee. Bijvoorbeeld:
{\displaystyle a\times b\times c=(a\times b)\times c}
Concreet:
{\displaystyle 8\times 5\times 4=(8\times 5)\times 4=40\times 4=160}
Een kleine vermenigvuldiger wordt in een zin vaak uitgedrukt als percentage, bijvoorbeeld een inkomstenbelasting van 20% van het inkomen, als het gaat om 0,2 maal het inkomen.

## Eigenschappen
- Vermenigvuldigen is commutatief; dat wil zeggen dat de rol van vermenigvuldiger en vermenigvuldigtal omgewisseld kunnen worden, zonder dat het product (de uitkomst) verandert. (Dit geldt niet voor vermenigvuldigen van matrices).
- Vermenigvuldigen is associatief; dat wil zeggen dat bij meer dan twee factoren de volgorde waarin de factoren met elkaar vermenigvuldigd worden, het product (de uitkomst) niet verandert.
- Als een getal vermenigvuldigd wordt met het getal 1 (een), is het resultaat het getal zelf. Het getal een is het neutrale element voor de vermenigvuldiging.
- Als een getal vermenigvuldigd wordt met het getal 0 (nul), is het product gelijk aan 0 (nul).
- Het product van een getal {\displaystyle a}, ongelijk aan 0, en zijn omgekeerde {\displaystyle 1/a} is 1 (een).
- Wanneer er een oneven aantal negatieve factoren zijn, is het product negatief. Bij een even aantal negatieve factoren is het product positief.

## Leren vermenigvuldigen
Vermenigvuldigen wordt onderwezen op de basisschool. Daarbij zijn drie belangrijke stappen.
De eerste stap laat met kleine getallen zien dat vermenigvuldigen voortkomt uit herhaald optellen. Daarbij worden eenvoudige voorbeelden gebruikt, zoals: drie kinderen hebben elk twee handen; samen hebben ze zes handen. Dus: {\displaystyle 3\times 2=6.} Uiteindelijk mondt dit uit in het uit het hoofd leren van de tafels van vermenigvuldiging.
In de tweede stap wordt dit gecombineerd met tientallen, honderdtallen, enzovoort. Voor het uitrekenen van 30 × 70 wordt dan eerst berekend: 3 × 7 = 21, en dus: 30 × 70 = 2100. Dit is onder andere in te zien door het ordenen van getallen in rijtjes. Een voorraad van 60 auto's kan worden geordend in 6 rijtjes van 10. Als er 4 van zulke voorraden zijn, resulteren 4 × 6 = 24 rijtjes van elk 10 auto's. Dus: 240 auto's, en uiteindelijk: 4 × 60 = 240. Hier wordt de associativiteit van vermenigvuldigen gebruikt: {\displaystyle a\times (b\times c)=(a\times b)\times c}, oftewel: 4 × (6 × 10) = (4 × 6) × 10.
De derde stap is het in delen vermenigvuldigen van getallen. De vermenigvuldiging 5 × 24 wordt berekend als volgt: 5 × 24 = 5 × (20 + 4) = 5 × 20 + 5 × 4 = 100 + 20 = 120. Hier wordt de distributiviteit van de vermenigvuldiging gebruikt: {\displaystyle a\times (b+c)=(a\times b)+(a\times c)}.

### Onder elkaar vermenigvuldigen
De boven uitgelegde methode wordt systematisch toegepast bij het zogeheten 'onder elkaar vermenigvuldigen'. Aan de hand van een voorbeeld zal de methode verduidelijkt worden. Om het product van de getallen 4321 en 567 te berekenen worden de getallen onder elkaar geschreven met de meest rechtse cijfers precies onder elkaar, en daaronder een streep. Dan wordt in een aantal stappen de berekening uitgevoerd.
1. Het bovenste getal wordt vermenigvuldigd met het rechtercijfer van het onderste: 7×4321=30247.
Dit gaat ook weer stapsgewijs: eerst 7×1=7. Dit resultaat wordt onder de streep genoteerd.
Vervolgens 7×2=14. waarvan de 4 wordt genoteerd en de 1 'onthouden' wordt, hier door de 1 boven het volgende cijfer te schrijven.
Zo gaat men verder: 7×3=21. Samen met de 1 die onthouden moest worden is dat 22. Daarvan wordt de 2 opgeschreven en de andere 2 onthouden.
Tot slot: 7×4=28. Samen met de onthouden 2 is dat 30, dat genoteerd wordt.
2. Bij de volgende stap wordt 60×4321=259260 uitgerekend.
De 0 wordt direct genoteerd en vervolgens wordt 6×4321 uitgerekend op dezelfde manier als in de eerste stap. Eerst 6×1=6.
Vervolgens 6×2=12; noteer de 2 en onthoud de 1.
Dan 6×3=18 Samen met de onthouden 1 is dat 19; schrijf de 9 op en onthoud de 1.
Tot slot 6×4=24. Samen met de onthouden 1 is dat 25.
3. In de volgende stap wordt 500×4321=2160500 uitgerekend.
Nu worden de twee nullen vast opgeschreven en vervolgens 5×4321=21605 op dezelfde manier als in de andere stappen uitgerekend.
4. Als laatste moeten nog de tussenresultaten bij elkaar opgeteld worden.
Uitkomst: 4321×567=2450007

```
               21        11        11
     4321      4321      4321      4321      4321
      567       567       567       567       567
     ————      ————      ————      ————      ———— ×
              30247     30247     30247     30247
                       259260    259260    259260
                                2160500   2160500
                                          ——————— +
                                          2450007
```

In de praktijk worden de resultaten van de tussenstappen niet afzonderlijk opgeschreven, maar komt de berekening successievelijk tot stand, en ziet men uiteindelijk alleen de laatste 'kolom'. Zo ziet de berekening van het product van 19287 en 213 er als volgt uit:
```
     19287
       213
     ————— ×
     57861
    192870
   3857400
   ——————— +
   4108131
```

In deze berekeningen worden alleen getallen onder de 10 met elkaar vermenigvuldigd. Het is daarom dat de tafels van vermenigvuldiging uit het hoofd geleerd worden.
Deze methode kan ook voor decimale getallen met een komma erin ('kommagetallen') gebruikt worden, als het aantal cijfers achter de komma eindig is (het geldt dus niet voor irrationale getallen of repeterende breuken). Men moet alleen rekening houden met de plaats van de komma in het eindresultaat. Als eerste voorbeeld de berekening van het product van 19287 en 2,13
```
     1 9 2 8 7
         2,1 3
     ————————— ×
     5 7 8 6 1
   1 9 2 8 7 0
 3 8 5 7 4 0 0
 ————————————— +
 4 1 0 8 1,3 1
```

De berekening verschilt in niets van de berekening zonder komma, behalve dat in het eindresultaat de komma zo geplaatst is, dat er 2 cijfers achter de komma staan. Dit omdat er in de te vermenigvuldigen getallen ook 2 cijfers achter de komma staan. (De getallen zijn alleen om typografische redenen, in verband met de plaatsing van de komma, meer gespatieerd opgeschreven. Dat heeft verder geen betekenis.)
Als in beide getallen een komma voorkomt, bijvoorbeeld bij de berekening van het product van 19,287 en 2,13, gaat het weer hetzelfde. Nu zijn er in totaal 5 cijfers achter de komma, zodat in het eindresultaat 5 cijfers achter de komma komen te staan.
```
     1 9,2 8 7
         2,1 3
     ————————— ×
     5 7 8 6 1
   1 9 2 8 7 0
 3 8 5 7 4 0 0
 ————————————— +
 4 1,0 8 1 3 1
```

## Alternatieve methode
Een andere manier van uitvoeren van een vermenigvuldiging is de 'kruislingse vermenigvuldiging', waardoor de som van meerdere producten, zoals die zichtbaar zijn bij notering in de traditionele berekening, kan worden teruggebracht tot één product zodat alleen de twee factoren en het product genoteerd worden. In het voorbeeld van 24 × 18 ontstaat het product 432 door de volgende som: 
{\displaystyle 24\times 18=(20+4)\times (10+8)=20\times 10+20\times 8+4\times 10+4\times 8=200+160+40+32=432},
opgeschreven in de "kruislingse" volgorde
{\displaystyle 24\times 18=4\times 8+4\times 10+8\times 20+20\times 10=432}
In grotere berekeningen zullen de vele nullen leiden tot vergissingen, vooral als het product door middel van hoofdrekenen gevonden moet worden.
Ter illustratie van de alternatieve methode dient het volgende voorbeeld, nu zonder gebruik van nullen:
```
            8 1 2 5 3
         ×  2 3 6 7 4
```

```
                                 4*3 = 12; onthoud 1, noteer 2 (van rechts naar links)
                       1 + 4*5 + 7*3 = 42; onthoud 4, noteer 2
                 4 + 4*2 + 7*5 + 6*3 = 65; onthoud 6, noteer 5
           6 + 4*1 + 7*2 + 6*5 + 3*3 = 63; onthoud 6, noteer 3
     6 + 4*8 + 7*1 + 6*2 + 3*5 + 2*3 = 78; onthoud 7, noteer 8
     7 + 7*8 + 6*1 + 3*2 + 2*5       = 85; onthoud 8, noteer 5
     8 + 6*8 + 3*1 + 2*2             = 63; onthoud 6, noteer 3
     6 + 3*8 + 2*1                   = 32; onthoud 3, noteer 2
     3 + 2*8                         = 19;            noteer 19
```

Het product van deze opgave is dan: 1923583522.
Voor kenners van de tafels van 100 is de berekening nog sneller uit te voeren, namelijk:
```
        74*53 = 3922; onthoud 39, noteer 22
   39 + 74*12 + 36*53 = 2835; onthoud 28, noteer 35
   28 + 74*8  + 36*12 + 2*53 = 1158, onthoud 11, noteer 58
   11 + 36*8  +  2*12 = 323; onthoud 3, noteer 23
    3 +  2*8 = 19, noteer 19
```

## Notatie en terminologie
Het gebruik van een kruisje (Andreaskruis) als maalteken, bijvoorbeeld {\displaystyle 3\times 2=6,} is afkomstig van William Oughtred en wordt voor het eerst aangetroffen in Thomas Harriots Artis analyticae praxis, postuum gepubliceerd in 1631. Dit symbool wordt aangeleerd in onder meer Vlaamse en Nederlandse basisscholen.
René Descartes gebruikte een punt als maalteken. De hoger geplaatste punt (bijvoorbeeld {\displaystyle 3\cdot 2=6}) is de meest gebruikte notatie in de wiskunde, maar ook op basisniveau in Duitsland. Het kruisje is ongeschikt door de mogelijke verwarring met de letter x, die in de algebra veel wordt gebruikt.
Als men geen cijfers direct naast elkaar zet, wordt in de wiskunde meestal zelfs helemaal geen teken gebruikt, bijvoorbeeld:
{\displaystyle ab=a\times b}
{\displaystyle 3a=3\times a}
{\displaystyle (a+1)(b-1)=(a+1)\times (b-1)}
Als er variabelen zijn van meer dan één letter (wat meestal alleen buiten een wiskundige context voorkomt, maar wel ook bij computerprogramma's) dan is een expliciet maalteken nodig. In de meeste programmeertalen wordt een sterretje gebruikt, bijvoorbeeld 3*a*(b-1). Dit vermijdt verwarring met de letter x en met de punt, die in programmeertalen als decimaalteken dient.
Een product van nul of meer factoren schrijft men soms verkort met een vermenigvuldigingsteken, de hoofdletter pi uit het Griekse alfabet.
{\displaystyle \prod _{i=m}^{n}a_{i}=a_{m}\cdot a_{m+1}\cdot a_{m+2}\cdot \dots \cdot a_{n-1}\cdot a_{n}}
Hierbij zijn {\displaystyle m} en {\displaystyle n} gehele getallen met {\displaystyle n\geq m-1}. Als {\displaystyle n=m-1} zijn er nul factoren. Het product is dan 1. Als {\displaystyle n=m} is er één factor. Het product is dan het getal zelf. 
Zo kan men bijvoorbeeld {\displaystyle n} faculteit noteren als
{\displaystyle n!=1\cdot 2\cdot \ldots \cdot (n-1)\cdot n=\prod _{i=1}^{n}i}

## Hulpmiddelen
Het daadwerkelijk uitvoeren van vermenigvuldigingen zonder rekenmachine is vooral voor grotere getallen een moeizame bezigheid. Een in het verleden veel gebruikte methode was gebaseerd op de eigenschap van logaritmen. Om het product {\displaystyle a\cdot b} van de twee getallen {\displaystyle a} en {\displaystyle b} uit te rekenen, ging men als volgt te werk, gebruikmakend van de relatie:
{\displaystyle \log(a\cdot b)=\log(a)+\log(b)}
Met behulp van een logaritmetafel werden de logaritmen van {\displaystyle a} en van {\displaystyle b} bepaald, waarna deze werden opgeteld. Door terugzoeken in de logaritmetafel werd dan het product gevonden:
{\displaystyle a\cdot b=10^{\log(a)+\log(b)}}
Op deze manier was het moeizame vermenigvuldigen gereduceerd tot optellen.
De rekenliniaal en de rekenschijf berusten op deze methode.
Verder zijn mechanische rekenmachines bedacht, later elektrische en elektronische. Aparte rekenmachines bestaan nog wel, maar deze functie is ook meestal aanwezig of te installeren op een smartphone of tablet.

## Inverse van vermenigvuldigen
De inverse bewerking van vermenigvuldigen is delen.

## Trivia
- Het symbool × voor vermenigvuldiging wordt ook gebruikt in sommige opsommingen van getallen. Zo kan men schrijven dat een kamer 4×5 meter groot is. Dat is inderdaad een vermenigvuldiging, want de oppervlakte is 20 m².
- In andere gevallen is het gebruik van een kruisje minder voor de hand liggend. 
  - Een racefietser kan bijvoorbeeld 42×22 instellen, dat is een kettingblad met 42 tanden bij de trappers en een tandwiel met 22 tanden bij het wiel. Hier is echter geen sprake van een vermenigvuldiging. Het verzet is evenredig met het aantal tanden voor en omgekeerd evenredig met het aantal tanden achter, dus 42:22 of 42/22 zou een juistere notatie zijn.
  - De verouderde inchmaat van een fietsband gebruikt ook een kruisje, bijvoorbeeld 28×11⁄2. Ook dit is geen vermenigvuldiging.
  - Een gewone auto wordt aangeduid met 4×2, dat wil zeggen vier wielen, waarvan twee aangedreven. Bij vierwielaandrijving schrijft men dus 4×4. Ondanks het gebruik van een kruisje is hier geen sprake van vermenigvuldiging.